# Hugbert (Bosoniden)
Hugbert (of Hubert van Arles) (ca. 815 - 864/866) was in zijn tijd de belangrijkste edelman in het westen van Zwitserland en in de Provence. Zijn zuster Theutberga, was getrouwd met Lotharius II, een prins uit de Karolingische dynastie, de keizerlijke familie van het rijk der Franken. Hugbert was lekenabt van de strategisch gelegen abdij van Sint-Mauritius, markgraaf van Arles en hertog van de Transjura (het gebied ten zuiden van de Jura). Hugbert was een trouwe bondgenoot van zijn zwager.

## Conflict met Lotharius
Het huwelijk tussen Lotharius en Theutberga was kinderloos, terwijl Lotharius bij zijn minnares Waldrada wel kinderen had. Lotharius richtte al zijn inspanningen erop om te kunnen scheiden en met Waldrada te kunnen trouwen, om zo zijn koninkrijk aan zijn eigen kinderen te kunnen nalaten. Dit leidde tot een ingewikkeld politiek steekspel om goedkeuring van de geestelijkheid te krijgen, waarin Lotharius werd tegengewerkt door Karel de Kale en Lodewijk de Duitser, die Lotharius' koninkrijk wilden verdelen als hij zonder wettige erfgenamen zou komen te overlijden. Met steun van lokale bisschoppen wist Lotharius te scheiden van Theutberga, waarbij grove beschuldigingen werden gebruikt, waaronder de aantijging van incest met haar broer Hugbert. Lotharius trouwde vervolgens (in 862) met Waldrada.
Hugbert kwam daarop in opstand tegen Lotharius. In 858 probeerde die Hugbert te onderwerpen maar kon hem in het bergachtige terrein niet tot een beslissende veldslag dwingen. De Vikingen maakten gebruik van dit conflict in het zuiden door o.a. Dorestad te plunderen. In 859 concludeerde Lotharius dat hij de opstand niet zelf kon onderdrukken en gaf het hertogdom van Hugbert, het gebied ten zuiden van de Jura, aan Lodewijk de Duitser. Die gaf opdracht om Hugbert te onderwerpen. Hugbert kreeg daarop steun van Karel de Kale. In 862 gaf Karel hem de abdij van St Maarten in Tours als compensatie voor zijn verliezen. In 863 bezette Hugbert de abdij van Lobbe. Koenraad II van Auxerre was in ongenade gevallen bij Karel de Kale en zocht zijn heil bij Lotharius. Die gaf hem opdracht om Hugbert te verslaan. Hugbert werd in december 864 of in 866 gedood in een gevecht tegen hertog Koenraad II bij de rivier de Orbe.

## Familie
Hugbert was een zoon van Boso de Oudere. Hugbert had met een onbekende vrouw een zoon, Theobald, die rond 880 zou trouwen met Bertha, een dochter van Lotharius II en Waldrada.